# 1752
Cette page concerne l'année 1752  du calendrier grégorien.
L'année 1752 est une année bissextile qui commence un samedi.

## Événements
- 28 mars - 13 juin : Dupleix est mis en échec au siège de Trichinopoly dans le conflit entre Britanniques et Français en Inde[1].
- 3 avril : Ahmad shah Abdali annexe le Pendjab[2].
- 19 avril : le Mozambique devient autonome par rapport au gouverneur portugais de Goa[3].
- Avril : les Môns s'emparent d'Ava[4], la capitale birmane, mettant fin à la dynastie Taungû. La même année, le chef birman Alaungpaya (Alompra) se rebelle et se proclame roi de Birmanie le 29 février[5] (dynastie Konbaung). Il reprend le contrôle de la majeure partie de la Haute-Birmanie, s'empare de Pégou, de Rangoon, du Tenasserim et meurt devant Ayutthaya (1760)[6]. À Pondichéry, Joseph François Dupleix décide d’intervenir aux côtés des Môns, tandis que la Compagnie anglaise des Indes orientales s’empare de l’île de Negrais en avril 1753 pour en faire une base navale[7]. Alaungpaya bat les Môns et leurs alliés français.
- 11 juin, guerre carnatique : capitulation de Jacques Law après l'échec du siège de la forteresse de Trichinopoly, où s'est retranché Muhammad Ali. Le nabab du Carnatic Chanda Sahib est assassiné et Muhammad Ali, allié des Britanniques, le remplace[8].
- 31 juillet : ouverture de la ménagerie de Schönbrunn[9].
- 14 septembre : adoption du calendrier grégorien par la Grande-Bretagne. Le 2 septembre est immédiatement suivi du 14 septembre[10].
- Décembre : Dawadji est élu khan de Dzoungarie par les nobles oïrat, ce qui met un terme à l’anarchie féodale[11]. Les guerres intérieures ont affaibli économiquement le khanat de Dzoungarie. De nombreux sujets oïrats se réfugient dans les territoires mandchous, où ils reçoivent des pâturages, tandis que les troupes mandchoues se massent à la frontière. Dans les khanats khalkhas, commencent le recensement de la population masculine et le dénombrement des armes et des soldats.

- Accord entre les Portugais et le sultan de Mascate et Oman, fixant au cap Delgado la limite de leurs zones d’influence en Afrique Orientale[12].
- Début du règne de Osei Kojo, asantehene (roi) des Ashantis (1752-1781[13] ou 1764-1777). Il étend le domaine achanti vers le nord et vers le sud et impose un tribut aux Dagomba établis sur la Volta blanche. À la fin du siècle les Achanti s’approchent des comptoirs commerciaux européens établis le long de la Côte de l'Or et se heurtent aux Britanniques.
- Début de la construction par la Russie du fort de Petropavlovsk contre les Kazakhs (fin en 1765)[14].

## Naissances en 1752
- 18 janvier : John Nash, architecte et urbaniste britannique († 13 mai 1835).
- 24 janvier : Muzio Clementi, compositeur, pianiste, organiste et claveciniste italien († 10 mars 1832).

- 8 mars : Johann David Schoepff, zoologiste, botaniste et médecin allemand († 10 septembre 1800).
- 14 mars : Jean-Frédéric Schall, peintre français († 24 mars 1825).
- 29 mars : Edward Jones, musicien gallois († 18 avril 1824).

- 8 avril : William Bingham, financier et homme d'État américain († 6 février 1804).
- 16 avril : Charles François Joseph Foncez, avocat, magistrat et homme politique belge († après 1830).

- 20 avril : Joseph-Hippolyte Duvivier, prêtre oratorien et écrivain belge († 25 janvier 1834).
- 28 avril : Matsumura Goshun, peintre de paysages et dessinateur japonais († 4 septembre 1811).

- 4 mai : Jacques Mathias, avocat et homme politique français († 12 mai 1820).
- 11 mai : Johann Friedrich Blumenbach, anthropologue et biologiste allemand († 22 janvier 1840).
- 14 mai : Albrecht Daniel Thaer, agronome allemand († 26 octobre 1828).
- 26 mai : Antoine Brice, peintre belge († 23 janvier 1817).

- 4 juin : John Eager Howard, soldat et homme politique américain († 12 octobre 1827).

- 4 juillet : Ignace-Michel-Louis-Antoine d'Irumberry de Salaberry, homme politique canadien († 22 mars 1828).
- 7 juillet : Joseph-Marie Jacquard, inventeur du métier à tisser programmable († 7 août 1834).
- 25 juillet : Alexandre Jean Noël, peintre français († 1834).

- 21 août : Antonio Cavallucci, peintre italien († 18 novembre 1795).
- 30 août : Abel Burja, pasteur protestant et inventeur allemand († 16 février 1816).

- 8 septembre : Anne Louis Henri de La Fare, religieux français, cardinal, évêque de Nancy, archevêque de Sens († 11 décembre 1829).
- 18 septembre : Adrien-Marie Legendre, mathématicien français († 9 janvier 1833).
- 19 septembre : Martin Drolling, peintre français († 16 avril 1817).
- 26 septembre :
  - Guillaume Agel, imprimeur français († 13 mars 1832).
  - Stefano Tofanelli, peintre italien († 29 novembre 1812).

- 11 octobre : Nicolas Coquiart, médecin et homme politique belge († 23 septembre 1823).

- 1er novembre : Joseph Zayonchek, général polonais († 18 juillet 1826).
- 20 novembre : Thomas Chatterton, poète britannique († 24 août 1770).

- 21 décembre : Jean-François Houbigant, parfumeur français († 22 octobre 1807).

- Date précise inconnue :
  - Rosalie Filleul, peintre et pastelliste française († 24 juillet 1794).
  - François Boissonnot, homme politique français, député du tiers état aux États-Généraux de 1789 pour la sénéchaussée de Bordeaux († ?).

- Vers 1752 :
- Marianne Trotter, peintre et graveuse irlandaise († 1777).

## Décès en 1752
- 4 janvier : Gabriel Cramer, mathématicien suisse (° 31 juillet 1704).
- 26 janvier : Jean-François de Troy, peintre français (° 27 janvier 1679).

- 13 avril : François Chicoyneau, médecin français (°23 avril 1672).
- 27 avril : Henri Antoine de Favanne, peintre français (°3 octobre 1668).

- 18 mai : Robert Tournières, peintre français (° 17 juin 1667).
- 24 mai : Charles Parrocel, peintre et graveur français (° 6 mai 1688).

- 14 juin : Charles Antoine Coypel, peintre français  (° 11 juillet 1694).
- 26 juin :  Jules Alberoni, cardinal italien et homme d'État espagnol (° 31 mai 1664).

- 26 août : Jacques Courtin, peintre français (° 1672).

- 5 novembre : Carl Andreas Duker, historien et philologue allemand (° 1670).

- Date précise inconnue :
  - Jacopo Amigoni, peintre italien (° 1682).
  - John Shore, trompettiste et luthiste anglais, inventeur du diapason (° vers 1662).